# ریوزوجی تاکانوبو

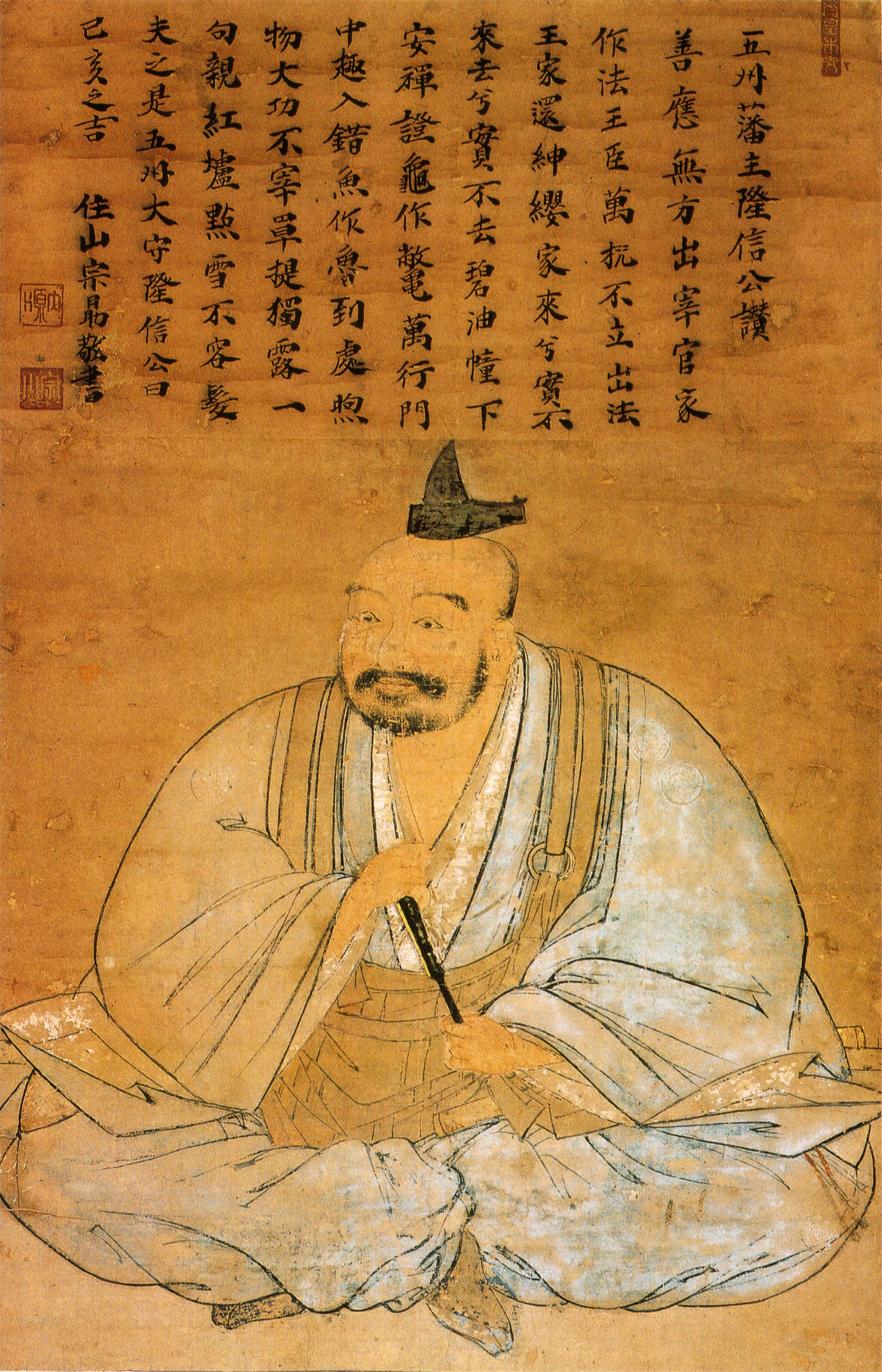
ریوزوجی تاکانوبو

ریوزوجی تاکانوبو (به ژاپنی: 龍造寺 隆信 Ryūzōji Takanobu) (مارس ۲۴، ۱۵۳۰ – ۴ مه، ۱۵۸۴) یک دایمیوی ژاپنی در ولایت هیزن در طول دوره سنگوکو بود.
در سال ۱۵۸۴، آریما هارونوبو رهبر خاندان آریما که بر اثر حمله تاکانوبو به قلمروی خود به زیر سلطه تاکانوبو درآمده بود. با استفاده از فرصت، توانست به همراه چند خاندان کوچک محلی در شبه جزیره شیمابارا سپاهی شورشی فراهم کند. تاکانوبو شخصاً با ارتشی متشکل از ۶۰٬۰۰۰ نفر در تلاش برای فرونشاندن شورش اقدام کرد، اما توسط نیروهای شیمازو ایه‌هیسا که با خاندان آریما متحد بودند، شکست خورد. تاکانوبو توسط کاواکامی تاداکاتا، که در خدمت خاندان شیمازو بود، کشته شد.